# 徽州会馆
徽州会馆，位于中华人民共和国浙江省衢州市柯城区，是浙江省省级文物保护单位之一。
2017年1月19日，徽州会馆被列入第七批浙江省文物保护单位，该文物保护单位是一座古建筑。